# Die Frau vom Boß
Die Frau vom Boß ist eine US-amerikanische Komödie aus dem Jahr 1986. Regie führte Ziggy Steinberg. Für die Produktion zeichnete die Tri-Star Pictures verantwortlich.

## Handlung
Joel Keefer hat es im Leben alles andere als leicht. Obwohl ihm ausreichend Talent und Intelligenz mit in die Wiege gelegt wurden, gleicht er mehr einem Tollpatsch, der permanent in peinliche Situationen gerät und Missgeschicke magisch anzuziehen scheint. Hinzu kommt, dass Joels Hang zum Chaos ihm immer wieder ein Bein stellt. Als Angestellter in einer prosperierenden Firma hätte er leicht das Zeug, um sich nach oben zu arbeiten. Doch Joel Keefer hält nicht viel von Schleimerei und Koffertragen. Privat quälen ihm zudem Probleme.
Alles wäre wunderbar für ihn und seine Frau Janet, würde es doch endlich mit dem Kinderwunsch klappen. Aber die Natur verweigert sich Joel und das macht ihm zu schaffen.
Darunter leidet auch sein Verhältnis zu Janet, trotz aller Liebe.
Eines Tages kommt in Bewegung ins Leben der Keefers. Harry, ein Freund und Förderer Joels, schafft es. ihn zu überreden an einer wichtigen Betriebsversammlung teilzunehmen.
Keefer tut ihm den Gefallen und ergreift während der Versammlung überraschend das Wort, als er den Pessimisten Tony Dugdale zurechtweist und ein selbst erarbeitetes Konzept für ein neues Geschäft vorlegt. Mr Roalveng, Chef des Unternehmens, zeigt sich begeistert von dem Newcomer und lädt ihn zu einem persönlichen Gespräch ein.
Eigentlich war Dugdale für eine Beförderung vorgesehen, doch nun bietet sich für Roalveng die Chance, den ungeliebten „Tollen Tony“ wie er genannt wird, loszuwerden und stattdessen Keefer zu befördern.
Dugdale und Keefer werden, samt ihren Ehefrauen, auf einen Landsitz eingeladen. Völlig überwältigt will Joel seine Frau mit auf die Reise nehmen. Doch auch hier bricht wieder Chaos aus, denn Janets feuriger Chef, der Spanier und Fotograf Carlos, hängt sich an Joels Fersen und gibt sich gegenüber Mr Roalveng als dessen homosexueller Lebenspartner aus.
Dann kommt es bei einem Dinner zum Aufeinandertreffen zwischen Joel und der Ehefrau Louise Roalveng. Diese macht ihm Avancen und lässt ihm fortan keine Ruhe.
Während des Aufenthaltes auf dem Lande ruft sie Joel eines Morgens zu sich in Haus und versucht ihn zu verführen, was beinahe von Mr Roalveng bemerkt wird. Keefer ergreift die Flucht, wird aber von Mr Roalveng, der jemanden bemerkt haben will, verfolgt. Auch Louise folgte Joel in dessen Apartment und versuchte erneut ihn zum Sex zu überreden. Als Roalveng Keefer in dessen Apartment stellt, hört man plötzlich einen schrillen Schrei aus dem Nachbarapartment. Roalveng entdeckt seine halbnackte Frau im Schlafzimmer von Tony Dugdale. Louise Roalveng behauptet steif und fest, Dugdale habe sie verführen wollen. Dies hat Dugdales Karriereende und Keefers Beförderung zur Folge.
Auf der Rückfahrt gehört Joel schon zum erlesenen Kreis, fühlt sich dort aber unwohl und geht lieber zu seiner Frau Janet in ihr Quartier. Mrs Roalveng hat inzwischen auf Carlos ein Auge geworfen. Joel Keefer ist für sie nicht mehr interessant.

## Kritik
„Lahme Komödie, die leidlich unterhält, jedoch auch mit langen Durststrecken aufwartet.“

## Veröffentlichung
Der Film erschien als VHS-Kassette. Verantwortlich dafür ist die CBS Fox Video Company.